# Ali Özgün
Ali Özgün (* 7. Dezember 1989 in Mannheim) ist ein deutsch-türkischer Fußballspieler, der zuletzt bei Altınordu Izmir unter Vertrag stand.

## Karriere
Özgün begann das Fußballspielen in seiner Heimatstadt bei Phönix Mannheim, bevor er über den SV Waldhof Mannheim in die A-Jugend vom SV Sandhausen kam. Seine ersten Einsätze im Herrenbereich bekam er dann wiederum beim SV Waldhof, für den er im Rückrunde der Saison 08/09 fünf Einsätze in der Regionalliga Süd hatte. Während 2009 und 2012 spielte er dann zweimal für den VfR Mannheim (u. a. unter Trainer Kenan Koçak) sowie die TSG Weinheim in der Oberliga Baden-Württemberg. Im Anschluss wechselte er zum Siebtligisten VfR Bürstadt, mit dem er 2013 in die sechstklassigen Verbandsliga Hessen-Süd aufstieg, wobei er mit 23 Tore zu beitrug. In dieser erreichte Bürstadt den ersten Platz, verzichtete allerdings auf den erreichten Aufstieg stieg freiwillig in die Kreisoberliga ab. Özgün wurde in dieser Saison mit 33 Treffern Torschützenkönig der Liga und wechselte zur neuen Saison zum Süd-Regionalligisten Wormatia Worms. Hier blieb er eine Saison und fiel vor allem durch einige Joker-Tore auf.
2015 verließ er Deutschland und wechselte in das Heimatland seiner Eltern, die Türkei, um sich dem Drittligisten Gümüşhanespor anzuschließen. Nachdem er in der Saison 2016/17 Torschützenkönig der TFF 2. Lig wurde, verpflichtete ihn der damalige Erstligist Osmanlispor, für den er dann jedoch nicht zum Einsatz kam. Nach einem Jahr ging er 2018 wieder in die dritte Liga zu Menemenspor, mit denen ihm in der Saison 2018/19 der Aufstieg in die zweitklassige TFF 1. Lig gelang. Dort erzielte Özgün vier Tore in 25 Spielen und er verließ den Verein zum Saisonende, um wieder in der dritten Liga, dieses Mal für Sakaryaspor zu spielen. Nach zwei Jahren kehrte er zur Saison 2022/23 zur nun ebenfalls drittklassigen Menemenspor zurück, verließ den Verein jedoch im Januar 2023 bereits wieder, als er sich dem Zweitligisten Altınordu Izmir anschloss. Er unterschrieb einen Vertrag für ein halbes Jahr.
Nach dem Abstieg Altınordus in die 3. Liga, blieb er dem Verein treu, wurde jedoch im Oktober 2023 aus dem Profikader ausgeschlossen und löste seinen Vertrag im Dezember 2023 auf.